# XML-RPC
XML-RPC (от англ. eXtensible Markup Language Remote Procedure Call — XML-вызов удалённых процедур) — стандарт/протокол вызова удалённых процедур, использующий XML для кодирования своих сообщений и HTTP в качестве транспортного механизма. Является прародителем SOAP, отличается исключительной простотой в применении. XML-RPC, как и любой другой интерфейс Remote Procedure Call (RPC), определяет набор стандартных типов данных и команд, которые программист может использовать для доступа к функциональности другой программы, находящейся на другом компьютере в сети.

## История
Протокол XML-RPC был изначально разработан Дэйвом Винером из компании «UserLand Software» в сотрудничестве с Майкрософт, в 1998 году. Однако корпорация Майкрософт вскоре сочла этот протокол слишком упрощённым, и начала расширять его функциональность. После нескольких циклов по расширению функциональности появилась система, ныне известная как SOAP. Позднее Майкрософт начала широко рекламировать и внедрять SOAP, а изначальный XML-RPC был отвергнут. Но, несмотря на отвержение его Майкрософтом, стандарт XML-RPC очаровал многих программистов своей необычайной простотой и за счёт этого существует по сей день и даже постепенно набирает популярность.

## Типы данных
| Имя типа  | Пример тега | Описание типа                                                 |
| --------- | --- | ------------------------------------------------------------- |
| array     | <array> <data> <value><i4>1404</i4></value> <value><string>Что-нибудь здесь</string></value> <value><i4>1</i4></value> </data> </array>                  | Массив величин, без ключей                                    |
| base64    | <base64>eW91IGNhbid0IHJlYWQgdGhpcyE=</base64> | Кодированные в Base64 двоичные данные                         |
| boolean   | <boolean>1</boolean> | Логическая (булева) величина (0 или 1)                        |
| date/time | <dateTime.iso8601>19980717T14:08:55</dateTime.iso8601>                                                                                                   | Дата и время                                                  |
| double    | <double>-12.53</double> | Дробная величина двойной точности                             |
| integer   | <i4>42</i4> | Целое число                                                   |
| string    | <string>Здравствуй, Мир!</string> | Строка символов (в той же кодировке, что и весь XML-документ) |
| struct    | <struct> <member> <name>Что-то</name> <value><i4>1</i4></value> </member> <member> <name>Ещё что-то</name> <value><i4>2</i4></value> </member> </struct> | Массив величин, с ключами                                     |
| nil       | <nil/> | Нулевая (пустая) величина — это расширение XML-RPC            |

## Примеры
Типичный пример запроса XML-RPC:
```
 
<?xml version="1.0"?>

 
<methodCall>

   
<methodName>
examples.getStateName
</methodName>

   
<params>

     
<param>

         
<value><i4>
41
</i4></value>

     
</param>

   
</params>

 
</methodCall>

```

Типичный пример ответа на запрос XML-RPC:
```
 
<?xml version="1.0"?>

 
<methodResponse>

   
<params>

     
<param>

         
<value><string>
South
 
Dakota
</string></value>

     
</param>

   
</params>

 
</methodResponse>

```

Типичный пример ошибки на запрос XML-RPC:
```
<?xml version="1.0"?>

<methodResponse>

  
<fault>

    
<value>

      
<struct>

        
<member>

          
<name>
faultCode
</name>

          
<value><int>
4
</int></value>

        
</member>

        
<member>

          
<name>
faultString
</name>

          
<value><string>
Too
 
many
 
parameters.
</string></value>

        
</member>

      
</struct>

    
</value>

  
</fault>

</methodResponse>

```

При этом тэги с типом данных при передаче от клиента могут быть опущены и не указываться вовсе.

## Критика
Недавние критики (начиная с 2010 года и далее) XML-RPC утверждают, что вызовы RPC могут быть сделаны с простым XML, и что XML-RPC не добавляет никакой ценности по сравнению с XML. Как XML-RPC, так и XML требуют модель данных уровня приложения, например, какие имена полей определены в схеме XML или имена параметров в XML-RPC. Более того, XML-RPC использует примерно в 4 раза больше байтов по сравнению с обычным XML для кодирования тех же объектов, что само по себе многословно по сравнению с JSON.